# Elydnus amictus
Elydnus amictus är en skalbaggsart som beskrevs av Francis Polkinghorne Pascoe 1869. Elydnus amictus ingår i släktet Elydnus och familjen långhorningar.
Artens utbredningsområde är:
- Burma.
- Filippinerna.

Inga underarter finns listade i Catalogue of Life.